# RFL Championship 1918-19
La Northern Rugby Football Union Wartime Emergency League de 1918-19 fue la vigésimo cuarta temporada del torneo de rugby league más importante de Inglaterra.
El campeonato fue un torneo de emergencia no oficial debido a la Primera Guerra Mundial, por lo tanto no se cuenta dentro del palmares oficial de la competición.

## Formato
El torneo fue dividido en dos campeonatos, el del condado de Lancashire y el de Yorkshire, cada uno determino su campeón, por lo tanto en esta temporada no hubo un campeón nacional, título que se recuperaría en la próxima temporada.

## Desarrollo

### Lancashire League
| Pos. | Equipo            | Encuentros | Encuentros | Encuentros | Encuentros | Tantos | Tantos | Puntos | Porcentaje de triunfos |
| Pos. | Equipo            | PJ         | PG         | PE         | PP         | F      | C      | Puntos | Porcentaje de triunfos |
| ---- | ----------------- | ---------- | ---------- | ---------- | ---------- | ------ | ------ | ------ | ---------------------- |
| 1    | Rochdale Hornets  | 13         | 10         | 0          | 3          | 109    | 53     | 20     | 76.92                  |
| 2    | Leigh             | 12         | 8          | 2          | 2          | 99     | 31     | 18     | 75.00                  |
| 3    | Wigan             | 11         | 7          | 1          | 3          | 164    | 87     | 15     | 68.18                  |
| 4    | Warrington        | 17         | 10         | 1          | 6          | 145    | 105    | 21     | 61.76                  |
| 5    | Barrow Raiders    | 5          | 3          | 0          | 2          | 52     | 66     | 6      | 60.00                  |
| 6    | Widnes Vikings    | 12         | 7          | 0          | 5          | 120    | 83     | 14     | 58.33                  |
| 7    | Salford           | 15         | 7          | 0          | 8          | 107    | 95     | 14     | 46.66                  |
| 8    | Oldham RLFC       | 14         | 6          | 1          | 7          | 159    | 121    | 13     | 46.43                  |
| 9    | St. Helens        | 9          | 3          | 0          | 6          | 29     | 109    | 6      | 33.33                  |
| 10   | St Helens Recs    | 13         | 3          | 2          | 8          | 75     | 134    | 8      | 30.77                  |
| 11   | Broughton Rangers | 14         | 4          | 0          | 10         | 80     | 144    | 8      | 28.70                  |
| 12   | Swinton Lions     | 15         | 3          | 1          | 11         | 64     | 179    | 7      | 23.33                  |

|  | Campeón. |

### Yorkshire League
| Pos. | Equipo               | Encuentros | Encuentros | Encuentros | Encuentros | Tantos | Tantos | Puntos | Porcentaje de triunfos |
| Pos. | Equipo               | PJ         | PG         | PE         | PP         | F      | C      | Puntos | Porcentaje de triunfos |
| ---- | -------------------- | ---------- | ---------- | ---------- | ---------- | ------ | ------ | ------ | ---------------------- |
| 1    | Hull FC              | 16         | 13         | 0          | 3          | 392    | 131    | 26     | 81.25                  |
| 2    | Leeds                | 16         | 10         | 1          | 5          | 183    | 112    | 21     | 65.62                  |
| 3    | Bramley RLFC         | 14         | 8          | 1          | 5          | 140    | 89     | 17     | 60.71                  |
| 4    | Halifax RLFC         | 15         | 8          | 1          | 6          | 187    | 82     | 17     | 56.66                  |
| 5    | Dewsbury Rams        | 13         | 5          | 4          | 4          | 150    | 100    | 14     | 53.85                  |
| 6    | Batley Bulldogs      | 15         | 7          | 1          | 7          | 77     | 117    | 15     | 50.00                  |
| 7    | Hull Kingston Rovers | 14         | 5          | 2          | 7          | 129    | 139    | 12     | 42.85                  |
| 8    | Wakefield Trinity    | 14         | 4          | 2          | 8          | 73     | 156    | 10     | 35.71                  |
| 9    | York FC              | 4          | 1          | 0          | 3          | 18     | 141    | 2      | 25.00                  |
| 10   | Hunslet FC           | 13         | 3          | 0          | 10         | 97     | 262    | 6      | 23.03                  |
| 11   | Bradford Northern    | 10         | 2          | 0          | 8          | 51     | 168    | 4      | 20.00                  |